# 曲山镇
曲山镇是中国四川省北川羌族自治县所辖的3个镇之一，也是该县的原县城。位于该县东南部，距绵阳市中区72公里。2008年汶川大地震发生前曲山镇共两万余人，其中城区内2万人。

## 行政区划
曲山镇下辖以下地区：
茅坝社区、回龙社区、曲山社区、邓家社区、沙坝村、杨柳坪村、景家村、石椅村、新街村、任家坪村、安子坪村、大水村、曹山村、华林村、白果村、东溪沟村、楼房坪村、海光村、海元村、岩羊村、治新村、黄家坝村、云里村、棕树村、小南村、油房沟村和茅坝村。

## 历史
自北周武帝天和元年（公元566年）以来，北川的县治长期设于曲山镇西北20多公里处的禹里乡（1992年以前称为治城）。1952年，北川县县城由治城迁往交通较为便利的曲山镇。2009年因地震破坏严重，北川县城迁往安昌镇，并将安昌镇由安县划归北川羌族自治县。

### 汶川大地震

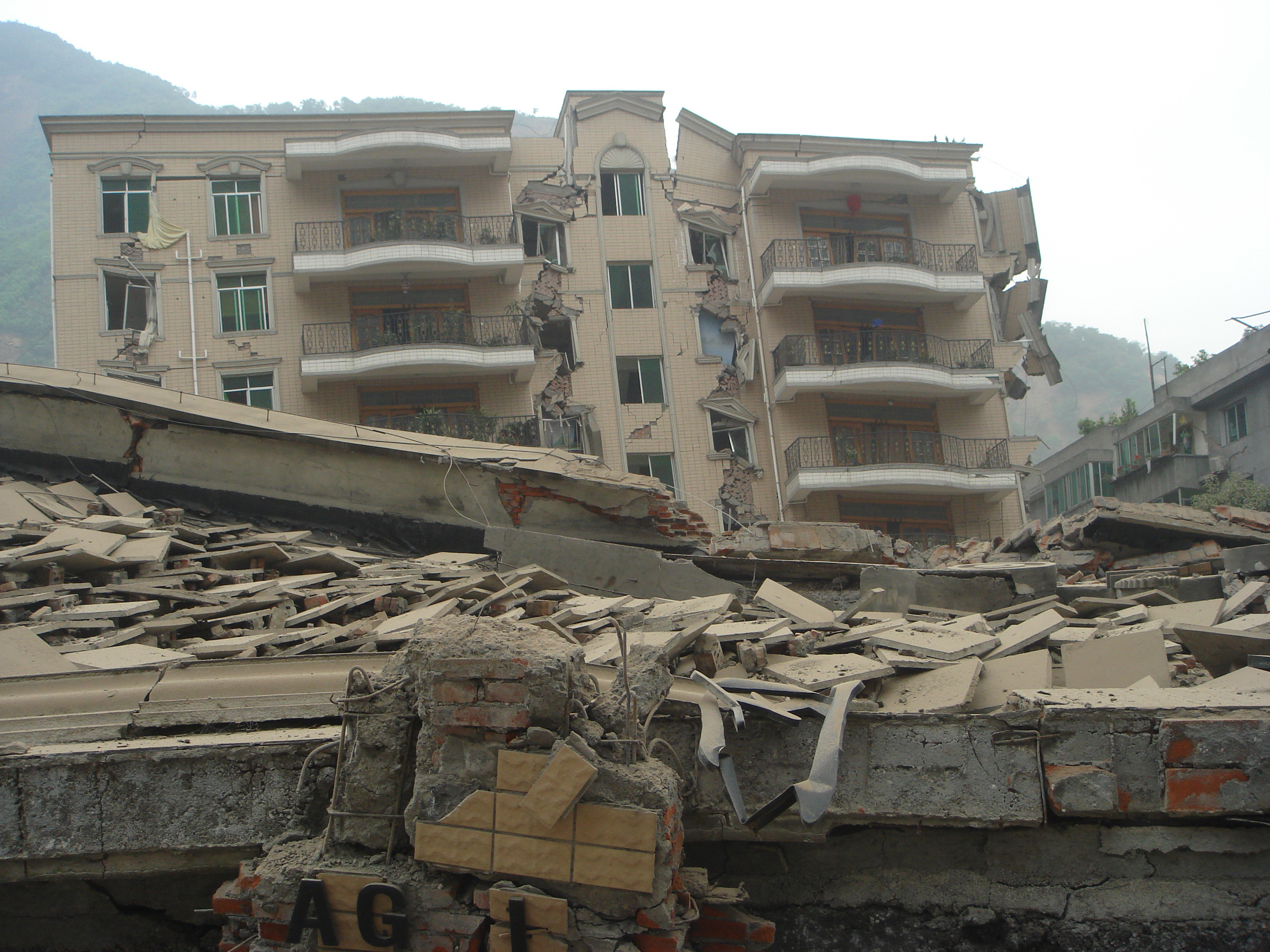
汶川大地震後的农业发展银行北川县支行行政及住宿楼

2008年5月12日，曲山镇在汶川大地震中，被夷為平地，伤亡极其惨重。老县城80%、新县城60%以上建筑垮塌，曲山镇城区内2万余人仅4000多人脱险。周边山体滑坡，上游3公里形成唐家山堰塞湖，对曲山镇形成严重威胁；道路损毁严重，路面出现严重沉降。北川中學七層高的教學樓倒塌，造成一千師生被活埋。
由于受地震破坏严重，曲山镇将异地重建，废墟将被保留用作地震纪念地。